# Sezer Öztürk
Sezer Öztürk (* 3. November 1985 in Velbert) ist ein ehemaliger türkischer Fußballspieler, der auch die deutsche Staatsangehörigkeit besitzt.

## Karriere

### Im Verein
Öztürk war vor 1996 für Türkgücu Velbert, SSVg Velbert, TVD Velbert und Rot-Weiss Essen aktiv, von 1996 bis 2005 spielte er in der Nachwuchsabteilung von Bayer 04 Leverkusen. Mit der A-Jugend von Bayer 04 stand er 2002/03 im Finale um die Deutsche Meisterschaft. In der Saison 2004/05 wurde er unter Leverkusens Trainer Klaus Augenthaler siebenmal in Bundesligaspielen eingewechselt.
Vor der Saison 2005/06 wurde Öztürk für ein Jahr zum belgischen Pokalsieger Germinal Beerschot Antwerpen ausgeliehen, um dort Spielpraxis zu sammeln. Im Januar 2006 wechselte Sezer Öztürk zum 1. FC Nürnberg, nachdem er dort aber keinen Platz fand, verließ den Club bereits am Saisonende wieder in Richtung des türkischen Erstligisten Vestel Manisaspor. Zur Rückrunde der Saison 2009/10 wechselte er für 1.600.000 TL (damals ca. 850.000 €) zum Ligakonkurrenten aus Eskişehirspor und band sich bis Mai 2012 an den Verein. Nach kurzer Zeit setzte er sich hier durch und wurde Stammspieler im Mittelfeld.
Zur Saison 2011/12 wechselte Öztürk zu Fenerbahçe Istanbul. Fenerbahçe musste umgerechnet etwa 2,75 Mio. Euro Ablöse zahlen; außerdem sollte dafür im Tausch Abdülkadir Kayalı zu Eskişehirspor und 50 Prozent der Ablösesumme müsste Fenerbahçe bei einem Weiterverkauf auch noch an Eskişehirspor abgeben. Kayalı lehnte aber ein Wechsel zu Eskişehirspor ab, sodass der Transfer mit veränderten Kondition abgeschlossen wurde. Die erste Spielzeit bei Fenerbahçe saß Öztürk verletzungsbedingt überwiegend auf der Ersatzbank und absolvierte über die gesamte Saison verteilt sechs Ligaspiele.
Am 8. Juli 2013 wurde Öztürks Wechsel zu Beşiktaş Istanbul bekanntgegeben.
Am letzten Tag der Sommertransferperiode 2014 wurde er an den Erstligisten Istanbul Başakşehir ausgeliehen. Bereits nach einer halben Saison verließ Öztürk auch diesen Verein und wurde von Beşiktaş für die Rückrunde der Saison 2014/15 an seinen alten Verein Eskişehirspor ausgeliehen.

### Nationalmannschaft
Öztürk wurde Vize-Europameister mit der U-19-Nationalmannschaft der Türkei. Er wurde 2010 auch erstmals für die türkische Nationalmannschaft, unter dem neuen Trainer Guus Hiddink, für die Vorbereitung in den USA nominiert, absolvierte jedoch kein A-Länderspiel.

## Erfolge
Mit Manisaspor
- Meister der TFF 1. Lig und Aufstieg in die Süper Lig: 2008/09

Mit der türkischen U-19-Nationalmannschaft
- Vize-U-19-Europameister: 2004

## Sonstiges
Bei einem Kneipenbesuch in seiner Geburtsstadt Velbert geriet Öztürk 2014 in eine Schlägerei und erlitt dabei lebensgefährliche Messerverletzungen.
Wegen Mordes – Öztürk erschoss 2021 im Streit auf offener Straße einen jungen Mann –  wurde er im Mai 2022 von einem Istanbuler Gericht zu einer Haftstrafe von 14 Jahren und sieben Monaten verurteilt.